# David Caiado
David Caiado Dias (ur. 2 maja 1987 w Luksemburgu) – bardziej znany jako David Caiado, portugalski piłkarz pochodzenia luksemburskiego, występujący na pozycji pomocnika.

## Kariera klubowa
Zawodnik do 12 roku życia mieszkał wraz ze swoimi rodzicami w Luksemburgu, po czym przeniósł się do Portugalii. Pierwsze kroki piłkarskie gracz stawiał w juniorach drużyny Académica de Coimbra w Portugalii. W 2001 trzynastoletni David dołączył do szkółki piłkarskiej Sportingu. Wiosną sezonu 2005/2006 zadebiutował w pierwszej lidze portugalskiej – Primeira Lidze. Zawodnik pojawił się w 82. minucie spotkania 17 kolejki przeciwko Bradze. W sezonie 2006/2007 został wypożyczony do drużyny drugoligowego GD Estoril-Praia. Caiado zdołał wywalczyć miejsce w podstawowym składzie drużyny i w swoim debiutanckim sezonie w drużynie wystąpił 17 razy, zdobywając dla klubu 2 bramki. Po dwóch sezonach spędzonych w drużynie Estoril-Prai Caiado przeniósł się do pierwszoligowego CD Trofense. Na boiskach portugalskiej ekstraklasy pojawiał się siedemnastokrotnie. Po zakończeniu sezonu 2008/2009 został wypożyczony do Zagłębia Lubin za 50 000 euro. W polskiej Ekstraklasie zadebiutował 7 sierpnia 2009 w meczu 2. kolejki z Wisłą Kraków. Wszedł na boisko w 58. minucie, zastępując kontuzjowanego Dawida Plizgę. W doliczonym czasie drugiej połowy Caiado zdołał strzelić honorowego, a swojego pierwszego w polskiej lidze gola dla Zagłębia, które przegrało ten mecz 1:4. Po zakończeniu sezonu Zagłębie nie zdecydowało się na transfer definitywny, a Caiado po krótkim pobycie w Trofense został zawodnikiem cypryjskiego Olympiakosu Nikozja. 29 grudnia 2011 przeszedł do bułgarskiego Beroe Stara Zagora. 26 stycznia 2014 roku podpisał 1,5-roczny kontrakt z Tawriją Symferopol. Ale już po pół roku powrócił do Portugalii, gdzie został piłkarzem Vitórii Guimarães. W lutym 2015 przeszedł do Metalista Charków. W lipcu 2015 opuścił charkowski klub. W latach 2015–2017 grał w SD Ponferradina, a w 2018 trafił do Gaz Metan Mediaș.

## Kariera reprezentacyjna
Urodzony w Luksemburgu piłkarz zdecydował się reprezentować barwy portugalskie. W 2006 wraz z reprezentacją Portugalii U-19 Caiado pojechał do Polski na odbywające się w Wielkopolsce Mistrzostwa Europy U-19. Zawodnik nie grywał jednak często w pierwszej drużynie; pojawił się w 82 minucie starcia ze Szkocją (2:2) oraz w 78 minucie spotkania wchodząc na plac gry za Diogo Tavaresa w meczu z Hiszpanią (1:1). Portugalia swój występ zakończyła na fazie grupowej. Ponadto Canaido reprezentował również barwy zespołu do lat 20. Kontuzja zawodnika wykluczyła go z Mistrzostw Świata U-20.

## Życie prywatne
Piłkarz ma obecnie narzeczoną oraz jedną córkę.